# Kai Weyand
Kai Weyand (* 1968 in Freiburg, Breisgau) ist ein deutscher Schriftsteller.

## Leben
Kai Weyand absolvierte ein Studium an der Pädagogischen
Hochschule Freiburg. Er war als Lehrer u. a. in der Schule für Erziehungshilfe "Schubs" der Waisenhausstiftung Freiburg und in der Erwachsenenbildung tätig. Von 2001 bis 2005 leitete er gemeinsam mit Martin Gülich das Freiburger Literaturbüro. Seit 2005 lebt er als freier Schriftsteller in Freiburg. 2006 nahm er am Ingeborg-Bachmann-Wettbewerb in Klagenfurt teil.
Kai Weyand ist Verfasser von erzählenden Werken. Er erhielt u. a. 2002 den 1. Preis beim Literaturwettbewerb "Open Mike" der Literaturwerkstatt Berlin sowie 2004 den 1. Preis beim Wettbewerb "Irseer Pegasus". Am 28. November 2009 erhielt Weyand das London-Stipendium des  Deutschen Literaturfonds und wurde dadurch für zehn Wochen  Writer in Residence an der  Queen Mary Universität. 
Sein 2015 erschienener Roman Applaus für Bronikowski wurde in die Longlist für den Deutschen Buchpreis 2015 aufgenommen.

## Ehrungen/Auszeichnungen
- 2020: Thaddäus-Troll-Preis für Die Entdeckung der Fliehkraft[2]
- 2025: Stipendium zum Reinhold-Schneider-Preis[3]

## Werke
- Am Dienstag stürzen die Neubauten ein. Erzählungen, Wallstein Verlag, Göttingen 2005, ISBN 978-3-89244-928-7
- Schiefer eröffnet spanisch. Roman, Wallstein Verlag, Göttingen 2008, ISBN 978-3-8353-0318-8
- Applaus für Bronikowski. Roman, Wallstein Verlag, Göttingen 2015, ISBN 978-3-8353-1604-1
- Die Entdeckung der Fliehkraft. Roman, Wallstein Verlag, Göttingen 2019, ISBN 978-3-8353-3577-6